# Filousa Chrysochous
Filousa Chrysochous, auch Philousa Khrysokhous, (griechisch Φιλούσα Χρυσοχούς) ist eine Gemeinde im Bezirk Paphos in der Republik Zypern. Bei der Volkszählung im Jahr 2021 hatte sie 28 Einwohner.

## Name
Zur Herkunft des Ortsnamens Filousa Chrysochous gibt es zwei verschiedene Versionen: Die erste und vorherrschende Version ist die der zwei großen Pappeln, die sehr nahe beieinander standen. Die Siedlung wurde nach dem Glauben der Einheimischen benannt, dass diese Bäume sich fast küssten (filao bedeutet „küssen“).
Der anderen Version zufolge kommt der Name von der strategische Lage des Dorfes, das sowohl vor den Nord- als auch Westwinden geschützt ist, (filao bedeutet auch „schützen“ bzw. „Schutz“).

## Lage und Umgebung

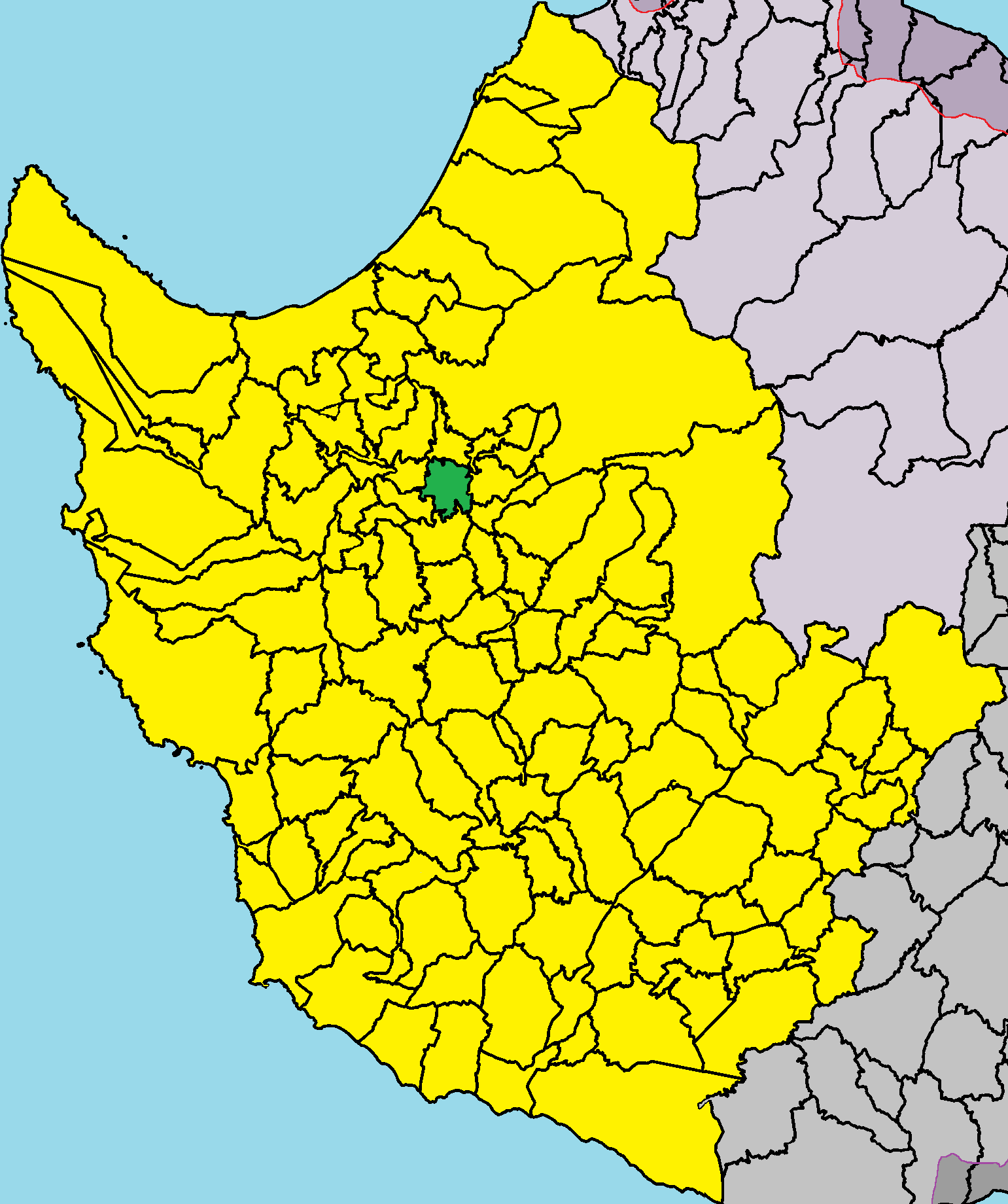
Lage im Bezirk Paphos

Filousa Chrysochous liegt am Evretos-Stausee im Westen der Mittelmeerinsel Zypern auf einer Höhe von etwa 395 Metern, etwa 12 Kilometer südöstlich von Polis Chrysochous, 40 Kilometer nördlich von Paphos, etwa 100 Kilometer nordwestlich von Limassol und fast 180 Kilometer westlich von Nikosia. Das 4,85687 Quadratkilometer große Dorf grenzt im Norden an Meladia, im Nordosten an Melandra, im Osten an Kios, im Südosten an Sarama, im Süden an Simou und im Westen an Evretou und Trimithousa. Das Dorf kann über einen Abzweig der Straße F723 erreicht werden.

## Bevölkerungsentwicklung
| Jahr      | 1881 | 1891 | 1901 | 1911 | 1921 | 1931 | 1946 | 1960 | 1976 | 1982 | 1992 | 2001 | 2011 | 2021 |
| Einwohner | 156  | 143  | 162  | 173  | 205  | 204  | 241  | 220  | 143  | 115  | 65   | 41   | 31   | 28   |